# Роберто Чінголані
Роберто Чінголані (нар. 23 грудня 1961, Мілан) — італійський фізик, директор Італійського технологічного інституту Генуї.

## Біографія
Дитинство провів у Барі, де 1985 закінчив фізичний факультет університету Барі. Також в Барі він здобув докторський ступінь (листопад 1988 р.), продовживши навчання 1990 р. у Вищій нормальній школі (Піза).
З 1988 по 1991 рік був членом інституту Макса Планка в Штутгарті, південна Німеччина, під керівництвом професора фізики Клауса фон Кліцзінга, лауреата Нобелівської премії. Пізніше науковець переїхав до Японії, щоб працювати в Токійському університеті, але через смерть батька йому довелося повернутися до Італії .
З 1991 по 1999 рік перебував на посаді наукового співробітника, а потім доцента загальної фізики на кафедрі матеріалознавства Університету Саленто (на той час називався Університетом Лече). У період з 1997 по 2000 рік був запрошеним професором в Токійського університету, Японія, а потім в Університеті Співдружності у Вірджинії, США.
З 2000 по 2005 р. перебував на посаді професора загальної фізики на інженерному факультеті університету Саленто, де заснував та керував Національною лабораторією нанотехнологій Лечче .
У 2001 році він працював експертом в прокуратурі Риму, провівши низку опитувань, пов'язаних зі справами Марти Руссо та Унабомбер .
Із грудня 2005 року він є науковим керівником та директором Італійського технологічного інституту (IIT) Генуї.
У грудні 2015 року йому було присвоєно Римську премію у сфері наукових досягнень «за те, що він дав життя Італійському технологічному інституту, передовому дослідницькому центру національного та міжнародного значення, поєднуючи навички наукового аналізу, організації та адміністративної виваженості».
27 червня 2019 року його було призначено на посаду головного директора з питань технологій та інновацій Leonardo SpA .
- Премія юних дослідників Philips (1980)
- Премія юних дослідників Philips (1981)
- Премія Італійського фізичного товариства (1986)
- Премія італійського товариства фізики (1990)
- Премія «Ugo Campisano» Національного інституту фізики матерії (1999)
- Премія Італійського товариства фізики — STMicroelectronics (2000)
- Великий приз Гіппократа дослідника року у сфері медицини (2010)
- Премія «Технологія для добра» — премія Thinker від IBM (2018)

## Наукові роботи
- «Світ такий маленький, як апельсин. Просте обговорення нанотехнологій» Роберто Чінголані, Il Saggiatore, жовтень 2014 року.
- «Люди та гуманоїди. Життя з роботами» Роберто Чінголані та Джорджіо Метта, редактор Il Mulino, травень 2015 року.

## Інші проєкти
- Wikiquote contiene citazioni di o su Roberto Cingolani
- Вікісховище має мультимедійні дані за темою: Роберто Чінголані